# Tiharu Suto
Tiharu Suto ( 1910 - 1968 ) fue un botánico, y profesor japonés.
- La abreviatura «Suto» se emplea para indicar a Tiharu Suto como autoridad en la descripción y clasificación científica de los vegetales.[1]